# マーク・ケアー
マーク・ケアー（Mark Kerr、1968年12月21日 - ）は、アメリカ合衆国の男性元レスリング選手、元総合格闘家。オハイオ州トレド出身。かつてチーム・ケアーに所属していた。UFC 14・15ヘビー級トーナメント優勝。UFC殿堂入り。

## 来歴
4歳からレスリングを始め、高校時代にオハイオ州王者になる。シラキュース大学時代はNCAAディビジョン1で1992年に優勝し、オール・アメリカンにも選ばれた。1994年にはレスリング全米選手権で優勝した（種目はフリースタイル）。

### 総合格闘技
長年の友人でトレーニングパートナーであるマーク・コールマンのUFCでの活躍を見て総合格闘技を始める。
1997年1月19日、総合格闘技デビュー戦となったWorld Vale Tudo Championship 3で優勝を果たした。
1997年7月17日、UFC初参戦となったUFC 14ヘビー級トーナメントに出場し、優勝を果たした。
1997年10月17日、UFC 15ヘビー級トーナメントに出場し、2連覇を果たした。
1998年3月15日、PRIDE初参戦となったPRIDE.2でブランコ・シカティックと対戦し、シカティックのロープ掴みで失格勝ち。
1999年9月12日、PRIDE.7でイゴール・ボブチャンチンと対戦し、グラウンド状態での膝蹴りで失神KO負け。後日、反則である4点ポジションでの膝蹴りだったため裁定が無効試合に変更された。
1999年11月21日のPRIDE.8でエンセン井上と対戦予定であったが内臓疾患で欠場した。
2000年1月30日、PRIDE GRANDPRIX 2000 開幕戦の無差別級グランプリ1回戦でエンセン井上と対戦し、3-0の判定勝ちを収めた。
2000年5月1日、PRIDE GRANDPRIX 2000 決勝戦の無差別級グランプリ2回戦で藤田和之と対戦し、0-3の判定負け。キャリア14戦目で初黒星を喫した。
2000年12月23日、PRIDE.12でイゴール・ボブチャンチンと再戦し、判定負け。
2001年7月29日、PRIDE.15でヒース・ヒーリングと対戦し、グラウンドの膝蹴りでTKO負け。その後ZERO-ONEでプロレスを数試合行った後、活動休止した。この間に、自身の鎮痛剤中毒経験がアメリカのドキュメンタリー映画「The Smashing Machine」で明かされ、大きな反響を呼んだ。
2004年、2年7か月ぶりの復帰戦となったPRIDE.27で山本宜久と対戦し、自らタックルにいったところでリングに頭部を強打し失神TKO負けを喫した。
2006年11月2日、初参戦となったIFLでマイク・ホワイトヘッドと対戦し、パウンドでTKO負けを喫した。
2007年2月10日、初参戦となったCage Rageでムスタファ・アルタークと対戦し、パウンドでギブアップ負けを喫した。
2009年8月28日、初参戦となったM-1 Globalでキング・モーと対戦し、パウンドでTKO負けを喫した。
引退後は妻子と共にアリゾナ州に在住し、自動車ディーラーに勤務している。

## The Smashing Machine
「The Smashing Machine」は2002年に上映され、2003年1月に米ケーブルテレビHBOで放送された、ドキュメンタリー映画。ケアーの主に1999年のイゴール・ボブチャンチン戦からPRIDE GRANDPRIX 2000 決勝戦までの闘う姿とアルコールをやめられない恋人との私生活、そしてケアーの友人でUFCで打ちのめされどん底にいたマーク・コールマンが家族のために再び立ち上がりPRIDE GRANDPRIX 2000で優勝するまでを追っている。キャリアの絶頂期を迎えていたケアーの転落する姿が奇しくも収められることになった作品で、ケアーが闘うことへの恐怖と葛藤を口にし、その不安と痛みを取り除くために鎮痛剤と麻薬に依存する様子が反響を呼んだ。肉体ばかりか精神まで蝕まれ、1999年11月のエンセン井上戦を前に鎮痛剤の摂取過多で心臓が一時停止し、鎮痛剤依存を脱すべくリハビリ施設に入る姿も描かれている。監督はジョン・ハイアムズ。

## 戦績
| 総合格闘技 戦績 | 総合格闘技 戦績 | 総合格闘技 戦績 | 総合格闘技 戦績 | 総合格闘技 戦績 | 総合格闘技 戦績 | 総合格闘技 戦績 |
| --------------- | --------------- | --------------- | --------------- | --------------- | --------------- | --------------- |
| 27 試合         | (T)KO           | 一本            | 判定            | その他          | 引き分け        | 無効試合        |
| 15 勝           | 4               | 7               | 2               | 2               | 0               | 1               |
| 11 敗           | 5               | 4               | 2               | 0               | 0               | 1               |

| 勝敗 | 対戦相手                 | 試合結果                           | 大会名                                                  | 開催年月日     |
| ×    | キング・モー             | 1R 0:25 TKO（パウンド）            | M-1 Global: Breakthrough                                | 2009年8月28日  |
| ×    | ジェフ・モンソン         | 1R 3:17 チョークスリーパー         | Vengeance Fighting Championship 1                       | 2008年9月27日  |
| ×    | ラルフ・ケリー           | 1R TKO                             | Xp3: The Proving Ground                                 | 2008年7月26日  |
| ×    | トレイシー・ウィリス     | 1R フロントチョーク                | C3 Fights: Contenders                                   | 2008年6月7日   |
| ×    | オレッグ・タクタロフ     | 1R 1:55 膝十字固め                 | Yamma Pit Fighting 1                                    | 2008年4月11日  |
| ○    | チャック・フース         | 1R 2:41 V1アームロック             | CCCF: Battle on the Border                              | 2008年3月29日  |
| ○    | スティーブ・ギャビン     | 1R 1:39 アームロック               | WCO: Kerr vs. Gavin                                     | 2007年11月7日  |
| ×    | ムスタファ・アルターク   | 1R 2:29 TKO（パウンド）            | Cage Rage 20: Born 2 Fight                              | 2007年2月10日  |
| ×    | マイク・ホワイトヘッド   | 1R 2:40 TKO（パウンド）            | IFL: World Championship Semifinals                      | 2006年11月2日  |
| ×    | 山本宜久                 | 1R 0:10 TKO（パウンド）            | PRIDE.27 TRIUMPHAL RETURN                               | 2004年2月1日   |
| ×    | ヒース・ヒーリング       | 1R 4:54 TKO（グラウンドの膝蹴り）  | PRIDE.15                                                | 2001年7月29日  |
| ×    | イゴール・ボブチャンチン | 延長R終了 判定0-3                  | PRIDE.12                                                | 2000年12月23日 |
| ○    | ボリショフ・イゴリ       | 1R 2:06 ネックロック               | PRIDE.10                                                | 2000年8月27日  |
| ×    | 藤田和之                 | 15分1R終了 判定0-3                 | PRIDE GRANDPRIX 2000 決勝戦 【2回戦】                   | 2000年5月21日  |
| ○    | エンセン井上             | 15分1R終了 判定3-0                 | PRIDE GRANDPRIX 2000 開幕戦 【1回戦】                   | 2000年1月30日  |
| －   | イゴール・ボブチャンチン | 2R 4:45 無効試合（反則）           | PRIDE.7                                                 | 1999年9月12日  |
| ○    | 高田延彦                 | 2R 3:04 チキンウィングアームロック | PRIDE.6                                                 | 1999年7月4日   |
| ○    | ウゴ・デュアルチ         | 3R 2:32 TKO（棄権）                | PRIDE.4                                                 | 1998年10月11日 |
| ○    | ペドロ・オタービオ       | 1R 2:13 チキンウィングアームロック | PRIDE.3                                                 | 1998年6月24日  |
| ○    | ブランコ・シカティック   | 1R 2:14 失格（ロープ掴み）         | PRIDE.2                                                 | 1998年3月15日  |
| ○    | ドゥエイン・ケイソン     | 1R 0:54 チョークスリーパー         | UFC 15: Collision Course 【ヘビー級トーナメント 決勝】  | 1997年10月17日 |
| ○    | グレッグ・ストット       | 1R 0:19 KO（右膝蹴り）             | UFC 15: Collision Course 【ヘビー級トーナメント 1回戦】 | 1997年10月17日 |
| ○    | ダン・ボビッシュ         | 1R 1:39 ギブアップ                 | UFC 14: Showdown 【ヘビー級トーナメント 決勝】          | 1997年7月17日  |
| ○    | モティ・ホーレンスタイン | 1R 2:23 TKO（パウンド）            | UFC 14: Showdown 【ヘビー級トーナメント 1回戦】         | 1997年7月17日  |
| ○    | ファビオ・グージェウ     | 30分1R 終了 判定3-0                | World Vale Tudo Championship 3 【決勝】                 | 1997年1月19日  |
| ○    | メストレ・フッキ         | 1R 2:21 失格（場外）               | World Vale Tudo Championship 3 【準決勝】               | 1997年1月19日  |
| ○    | ポール・ヴァレランス     | 1R 2:06 TKO（打撃）                | World Vale Tudo Championship 3 【1回戦】                | 1997年1月19日  |

## 獲得タイトル
- レスリング NCAAディビジョン1 王者（1992年）[1]
- World Vale Tudo Championship 3 優勝（1997年）
- UFC 14ヘビー級トーナメント 優勝（1997年）
- UFC 15ヘビー級トーナメント 優勝（1997年）
- 第2回アブダビコンバット 99kg以上級 優勝（1999年）
- 第3回アブダビコンバット 99kg以上級 優勝、無差別級 優勝（2000年）

## 表彰
- レスリング NCAAディビジョン1 オールアメリカン（1992年）
- UFC殿堂入り（2025年）